# 国枝春恵
国枝 春恵（くにえだ はるえ、1958年2月24日 - ）は、日本の作曲家。
東京都生まれ。熊本大学教授、日本現代音楽協会、21世紀音楽の会会員。 熊本大学教育学部としては、国と恵が異字体である國枝春惠を用いることが多い。

## 概要
4歳より桐朋学園「子供のための音楽教室」において、ピアノとソルフェージュを習い始める。 
桐朋女子中学校、東京都立芸術高等学校ピアノ科を経て、東京藝術大学音楽学部作曲科卒業、同大学院音楽研究科作曲専攻修士課程修了。作曲を池内友次郎、野田暉行、宍戸睦郎、オリヴァー・ナッセンに師事。ピアノを有賀和子、鷹取淑子に師事。 
1980年第4回神奈川県芸術祭合唱曲作曲コンクール第1位、1981年第4回新・波の会日本歌曲コンクール入賞、1982年第33回ヴィオッティ国際音楽コンクール作曲部門特別賞。1986年タングルウッド夏期講習給費研修生。作品は、ISCM-ACL香港、フィリピン、オーストラリア、イスラエル、アジア音楽祭仙台、タングルウッド現代音楽祭、ISCM「世界の音楽の日々」ルクセンブルク、スウェーデン大会等で演奏されている。2003年文化庁特別派遣在外研修員。
2005年N響Music Tomorrow 委嘱作品「地上の平和」が世界初演された。

## 主要作品

### 室内楽曲
- “Élévation” pour Violon Solo(1985)
- “Élévation II” pour Cinq  Executants(1985)
- “Field” for Piano Solo(1988)
- “Serenade” for Soprano and Harp(1992)
- “Scenography” for Percussion Solo(1998)
- “Breathing” for Flute and Piano(2002)
- “Guluriyoza” for Violin and Piano(2009)
- “Recitation III" for Seven Players(2010)

### 管弦楽曲
- “Field III" for Chamber Orchestra(1990)
- “Seraphim” for Violin and Orchestra(1997-1999)
- “Revelation” for Orchestra(2004)
- “Peace on Earth" for Soprano, Harp and Orchestra(2005)

### 合唱曲
- 女声合唱組曲「遠い秋」カワイ出版刊
- 混声合唱組曲 「夕の虹」カワイ出版刊
- 無伴奏女声合唱曲集「秋の道」カワイ出版刊
- 「ふたり」～女声合唱とマリンバのための～時実新子「想夫恋」より, 音楽之友社刊
- 無伴奏混声合唱組曲「花に」音楽之友社刊
- 男声合唱のための「夫婦善哉」－誹風柳多留より- カワイ出版刊
- 混声合唱とオルガンのための「じゆわんさまの島」, 音楽之友社刊
- 混声合唱とピアノための「おらほのみどり」カワイ出版刊